# Furcraea cahum
Furcraea cahum ist eine Pflanzenart aus der Gattung Furcraea in der Unterfamilie der Agavengewächse (Agavoideae).  Das Artepitheton cahum leitet sich vom im Süden Mexikos gebräuchlichen spanischen Trivialnamen „Cahum“ für die Art ab.

## Beschreibung
Die Rosetten von Furcraea cahum bilden einen bis zu 1 Meter langen Stamm aus.
Die schwertförmigen, breit spitz zulaufenden Laubblätter sind flach. Ihre leuchtend grüne Blattspreite ist 160 bis 210 Zentimeter lang (selten bis zu 240 Zentimeter) und 6,5 bis 9 Zentimeter breit. Sie verschmälert sich über der Basis auf 2,5 bis 3,5 Zentimeter. An den Blatträndern befinden sich vorwärts gerichtete oder gerade, rötliche bis schwarze Randzähne von 2 bis 4 Millimeter Länge. Zwischen den 2 bis 4 Zentimeter (selten bis 5 Zentimeter) auseinander stehenden Randzähnen ist der Blattrand mehr oder weniger gerade. Der Enddorn ist 2 bis 6 Millimeter lang und 1,5 bis 2,5 Millimeter breit.
Der reichlich Bulbillen tragende Blütenstand erreicht eine Höhe von 4 bis 5 Meter und besitzt einen langen Schaft. Die Zweige des Blütenstandes und die Blüten sind winzig papillös-flaumhaarig. Die Brakteen sind viel kürzer als die 4 bis 6 Millimeter (selten bis zu 10 Millimeter) langen, flaumhaarigen Blütenstiele. Die zu zweit bis zu viert zusammenstehenden Blüten weisen eine Länge von 40 bis 45 Millimeter (selten bis zu 50 Millimeter) auf. Ihre elliptischen, gelblich grünen  Perigonblätter sind 20 bis 25 Millimeter lang und 9 bis 12 Millimeter breit. Die Staubfäden sind 10 bis 14 Millimeter lang. Der Fruchtknoten weist eine Länge von 20 bis 27 Millimeter auf.
Die Früchte erreichen eine Länge von 5 Zentimeter und eine Breite von 3 bis 3,5 Zentimeter. Sie enthalten 9 bis 12 Millimeter lange und 5 bis 8 Millimeter breite Samen.

## Systematik und Verbreitung
Furcraea cahum ist in den mexikanischen Bundesstaaten Campeche, Quintana Roo und Yucatán in tropischen, halblaubabwerfenden Wäldern bis zu 100 Meter Höhe verbreitet.
Die Erstbeschreibung durch William Trelease wurde 1910 veröffentlicht. Nach R. Govaerts ist Furcraea cahum Trel. ein Synonym von Furcraea hexapetala (Jacq.) Urb.
Furcraea cahum wird in der Gattung in die Sektion Furcraea eingeordnet.

## Nutzung
Furcraea cahum wird aufgrund der aus ihr gewonnenen Fasern kultiviert.

## Nachweise